# A Little South of Sanity
A Little South of Sanity es un álbum en vivo de la banda de Hard rock Aerosmith, lanzado en 1998. Este ha sido el único disco de Aerosmith que ha recibido el sticker de Parental Advisory, debido a algunas declaraciones del vocalista Steven Tyler en medio de las canciones. El último disco en vivo lanzado por la banda había sido en el año 1987, Classics Live II.

## Lista de canciones

### Disco uno
1. "Eat the Rich" (Joe Perry, Steven Tyler, Jim Vallance) – 5:08
2. "Love in an Elevator" (Perry, Tyler) – 5:25
3. "Falling in Love (Is Hard on the Knees)" (Glen Ballard, Perry, Tyler) – 3:17
4. "Same Old Song and Dance" (Perry, Tyler) – 5:32
5. "Hole in My Soul" (Desmond Child, Perry, Tyler) – 5:35
6. "Monkey on My Back" (Perry, Tyler) – 4:07
7. "Livin' on the Edge" (Mark Hudson, Perry, Tyler) – 5:20
8. "Cryin'" (Perry, Taylor Rhodes, Tyler) – 4:58
9. "Rag Doll" (Holly Knight, Perry, Tyler, Vallance) – 4:12
10. "Angel" (Child, Tyler) – 5:37
11. "Janie's Got a Gun" (Tom Hamilton, Tyler) – 5:04
12. "Amazing" (Richard Supa, Tyler) – 5:15

### Disco dos
1. "Back in the Saddle" (Perry, Tyler) – 5:58
2. "Last Child" (Tyler, Brad Whitford) – 4:57
3. "The Other Side" (Lamont Dozier, Brian Holland, Eddie Holland, Tyler, Vallance) – 4:14
4. "Walk on Down" (Perry) – 3:38
5. "Dream On" (Tyler) – 4:39
6. "Crazy" (Child, Perry, Tyler) – 5:39
7. "Mama Kin" (Tyler) – 4:03
8. "Walk This Way" (Perry, Tyler) – 4:20
9. "Dude (Looks Like a Lady)" (Child, Perry, Tyler) – 4:16
10. "What it Takes" (Child, Perry, Tyler) – 5:10
11. "Sweet Emotion" (Hamilton, Tyler) – 5:42